# Горьковский метод

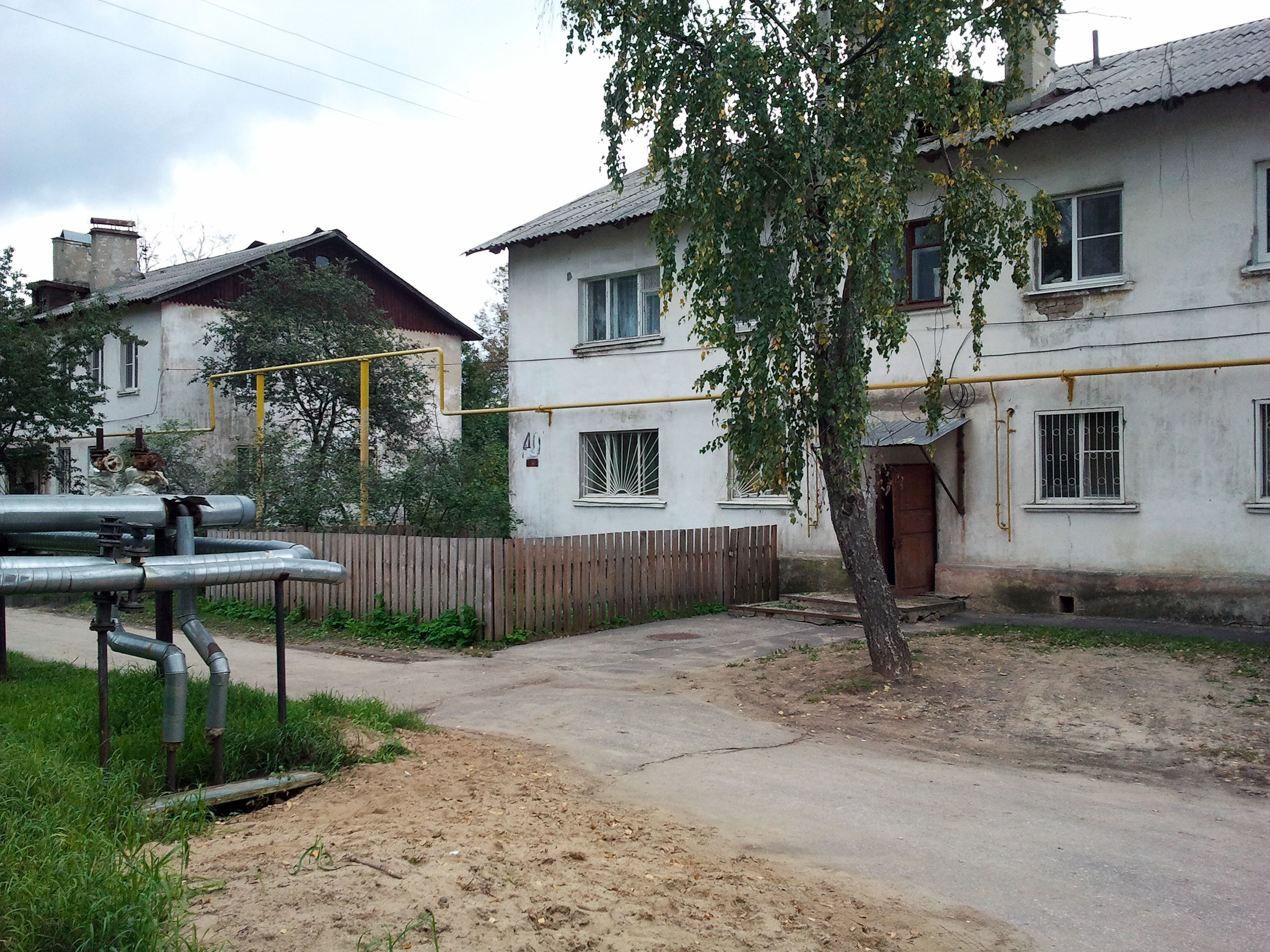
Нижний Новгород. «Народные стройки» на улице Левинка.

Горьковский метод (другое название — метод народной стройки, в обиходе самстрой, горький метод) — применявшийся в СССР способ строительства многоквартирных жилых домов с использованием труда будущих жильцов.
Инициатором метода стал первый секретарь Горьковского областного комитета КПСС Н. Г. Игнатов. В начале июня 1957 года ЦК КПСС созвал в Горьком всесоюзное совещание по распространению этой инициативы.
В постановлении ЦК КПСС и Совета Министров СССР № 931 «О развитии жилищного строительства в СССР» от 31.07.1957 говорилось: «Одобрить почин рабочих и служащих промышленных предприятий и организаций города Горького и ряда других городов по строительству жилых домов собственными силами, как начало всенародного движения за скорейшее улучшение жилищных условий, как пример высокой социалистической сознательности. В целях развития жилищного строительства признать необходимым всемерно поощрять строительство жилых домов силами рабочих и служащих промышленных предприятий и организаций, как один из путей увеличения объёмов жилищного строительства и ускорения ввода жилых домов в эксплуатацию».
9 июля 1959 года было принято постановление Совета Министров РСФСР «О мерах содействия коллективному строительству многоквартирных и одноквартирных индивидуальных жилых домов». В нём предусматривалось, что рабочие и служащие могут объединяться по месту работы, при предприятиях, учреждениях и организациях в жилищно-строительные коллективы индивидуальных застройщиков для совместного строительства своими силами на началах трудовой взаимопомощи многоквартирных жилых домов по типовым проектам с сохранением прав личной собственности одного застройщика на одну квартиру.
На практике обычно начальник цеха предприятия получал для своих рабочих, стоявших в очереди на получение жилья, земельный участок, искал материалы и после трудовой смены на предприятии организовывал силами своего коллектива строительство домов. В связи с тем, что такой способ получения жилья требовал работать на стройке после основной работы, в народе его прозвали «горьким методом».
С 1970-х годов появился и так называемый «хозяйственный способ строительства жилья», или хозспособ. Предприятия своими силами организовывали ведомственный стройтрест. Строили таким способом дома совместно, как приглашенные профессиональные строители, так и сами рабочие предприятий, кто должен был вселиться в эти дома. Строители выполняли основные работы, а будущие жильцы в свободное от основной работы время трудились на стройке своего дома подсобными и разнорабочими: замешивали растворы, носили строительные и отделочные материалы, убирали строительный мусор, подвозили стройматериалы на ведомственном автотранспорте. Таким образом работники быстрее получали жильё, очередь на которое, в порядке общей очереди, могла тянуться 10 лет и более, а предприятия экономили средства, поскольку часть строителей, (то есть сами будущие новосёлы), работали безвозмездно.